# Arconada (Palencia)
Arconada es un municipio y localidad española en la comarca de Tierra de Campos, provincia de Palencia, comunidad autónoma de Castilla y León. En 2023, su población ascendía a 45 habitantes. Ubicada a 828 m de altitud, dista 44 km de Palencia y 282,3 km de Madrid. Se encuentra entre Villalcázar de Sirga (a 4 km) y Santillana de Campos.

## Toponimia
Gonzalo Martínez Díez indica, a propósito de un pueblo burgalés con el mismo nombre: «se deriva de arcón, diminutivo de arca, con el significado de mojón que divide las tierras; arconada equivaldría a divisoria o límite». A idéntica conclusión llegan estudios dedicados a topónimos similares. El topónimo Arconada es frecuente en el ámbito castellano. Cabe inferir que el término arcón piedra de marco, señal de lindero ha tenido cierta vigencia en época medieval, como lo tuvo su sinónimo arca. Ya consta en latín. Arca, en su acepción marca de lindero cuadrangular, significado translaticio desde el originario de recipiente. El sufijo –ón en arcón posee quizá un matiz deverbal en participio agente como se observa en otros términos prediales; así en el sayagués fincón laja de piedra hincada (< fincar) en el suelo que forma parte de los vallados. Arconada, por lo tanto, ha de entenderse como un adjetivo sustantivado que inicialmente calificaría un término que se ha obviado: tierra arconada, linde arconada…; es decir, tierra marcada por arcones o mojoneras.
Ciertas opiniones, en el ámbito de la etimología popular, consideran que el topónimo es una variación de Alconada (zona de halcones), que se deformó con el uso. Algunos lugareños aventuraban que también podría deberse a algún arco que se encontrase en el municipio, aunque se trata de una posibilidad sin pruebas que lo confirmen

## Historia
El municipio, situado en Tierra de Campos, se sabe que ya estaba habitado en la época del Imperio Romano, como atestiguan la fuente y las pilas romanas que se conservan, así como los numerosos restos de antiguos útiles romanos que era frecuente encontrar en las tierras de labranza.
Esta localidad se encuentra además situada en una variante del Camino Francés del Camino de Santiago, por lo que durante mucho tiempo ha sido camino de paso para los peregrinos que discurría por la antigua calzada romana Vía Aquitania, actualmente recuperado como Camino a Santiago Vía Aquitania. 

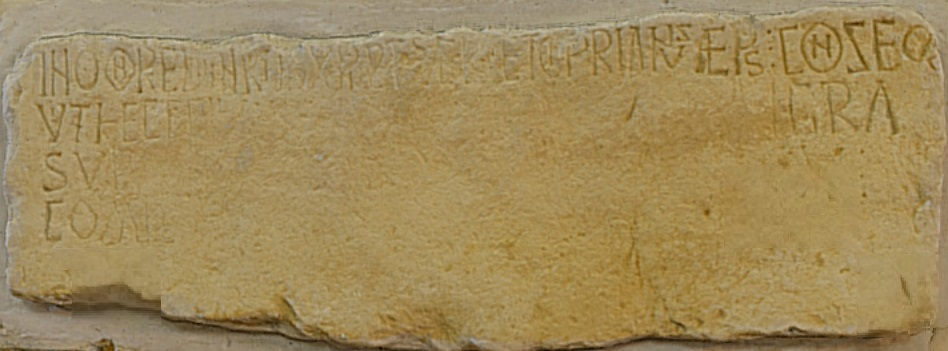
Piedra fundacional hospital peregrinos

El municipio contó además con un priorato y un hospital, este último fundado en 1042 por el conde Gómez Díaz de Carrión de la poderosa familia de los Beni Gómez, según vemos en la inscripción fundacional del hospital, que se guarda en la iglesia Santa María de la localidad, junto a la sacristía. Tenía un fin exclusivamente benéfico, según puede verse en las palabras siguientes del conde fundador: «Se me ha ocurrido construir un cenobio de limosnas de pobres y de huéspedes, de esos pobres y esos huéspedes que se agolpan en la estrada, tendida desde los tiempos antiguos para los que van y vienen de San Pedro y Santiago Apóstol».
Dentro de la historia del pueblo destaca que en el siglo XII, y debido la conquista musulmana, dos soldados trasladaron hasta Arconada una talla románica de la Virgen, que acababa de ser creada en Écija, Sevilla, dónde se la denominó Nuestra Señora de los Remedios. El pueblo la veneró en su iglesia bajo el nombre de Virgen del Socorro durante 106 años. En 1219, en contra de los deseos de los vecinos de la localidad, la talla fue llevada a la entonces importante localidad de Ampudia, que reclamó que la virgen deseaba trasladarse allí ya que tenía miedo de vivir tan cerca del entonces Conde de Carrión, Don Juan. En Ampudia, se la pasó a denominar Nuestra Señora de Arconada, y se le levantó un santuario y más tarde un monasterio, dónde los oriundos de Arconada tenían preferencia para hospedarse en caso de visitar Ampudia. Ya desde antiguo el nombre de la virgen ha sido sustituido por Nuestra Señora de Alconada utilizándose desde entonces ambas formas. Alfonso X el sabio le dedicó una Cantiga a la Virgen de Arconada, la Cantiga 351, «Esta es de como Santa María acrecentó el vino de una cuba en Arconada, una aldea de Palencia, en las fiestas de agosto», en la misma como curiosidad podemos ver tal vez el relato más antiguo de un encierro de vacas, tradición que empieza a ser popular en las fiestas populares de Castilla.
A la caída del Antiguo Régimen la localidad se constituye en municipio constitucional en el partido de Carrión de los Condes, que en el censo de 1842 contaba con 54 hogares y 281 vecinos.
El municipio ha basado tradicionalmente su economía, como casi todos los pequeños pueblos de Tierra de Campos, en la siembra y recogida de cereales (trigo sobre todo), y en menor medida en el pastoreo de ganado balar. Actualmente, conserva en correcto estado un buen número de clásicos palomares circulares y todavía es posible ver buen número de casas con paredes de adobe. Desde hace años, el municipio ha ido sufriendo una reducción del número de habitantes empadronados en él (50h. en 2005), sin embargo durante los meses veraniegos, Semana Santa y otros festivos, su población aumenta considerablemente. Los oriundos que visitan en vacaciones el pueblo han formado dos asociaciones culturales: Los codines y La Mota, con el propósito de mantener el pueblo activo.

## Demografía
Cuenta con una población de 44 habitantes (INE 2024).
| Gráfica de evolución demográfica de Arconada entre 1842 y 2021                                                        |
| |
| Población de derecho según los censos de población del INE. Población de hecho según los censos de población del INE. |

## Cultura

### Patrimonio

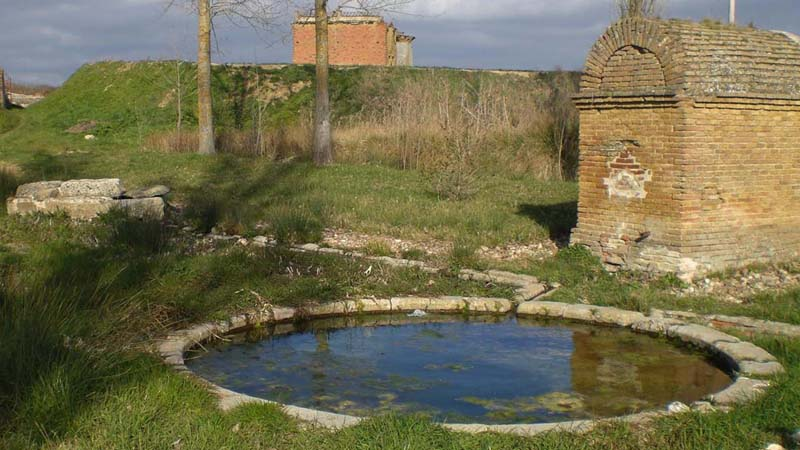
Fuente romana de Arconada

- Pilas de lavar de época romana situadas en un lavadero público, ya en desuso.
- Fuente de época romana que vierte sus aguas a través de un canal de piedra a un pilón circular.
- Fuente de época mudéjar.
- Iglesia parroquial de Santa María, que con una nave con crucero, conserva artesonado mudéjar y un retablo mayor barroco.
- Escuela-museo.
- Puentes romanos.
- Numerosos palomares del clásico estilo circular.

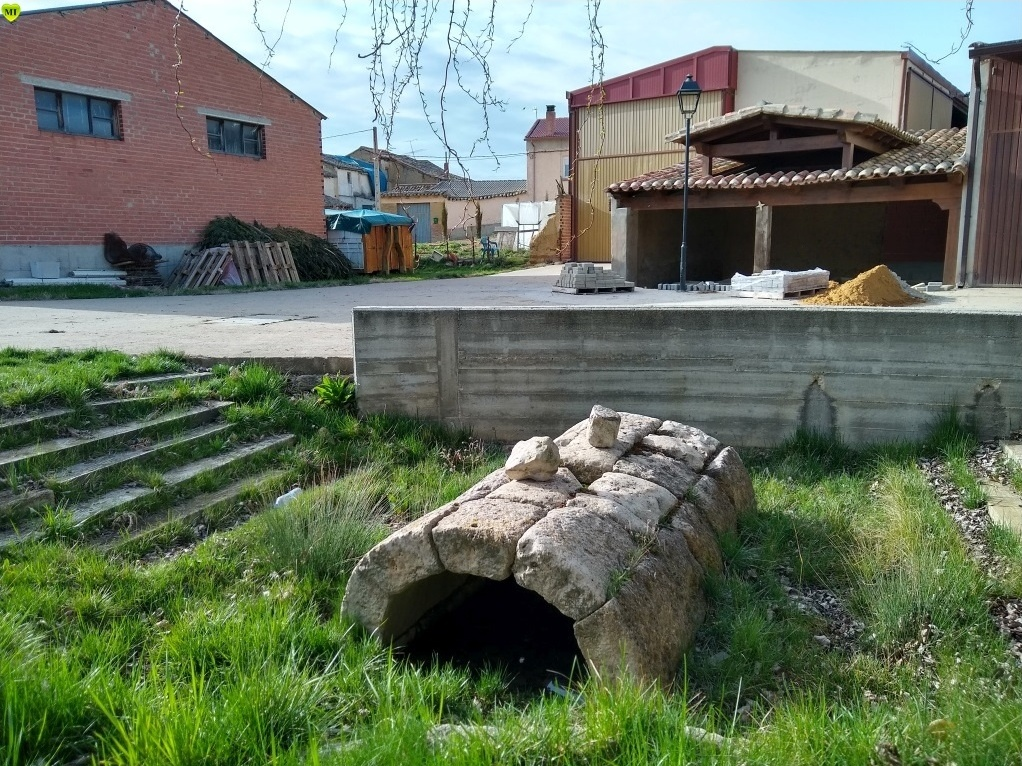
Pilón romana y fuente mudejar
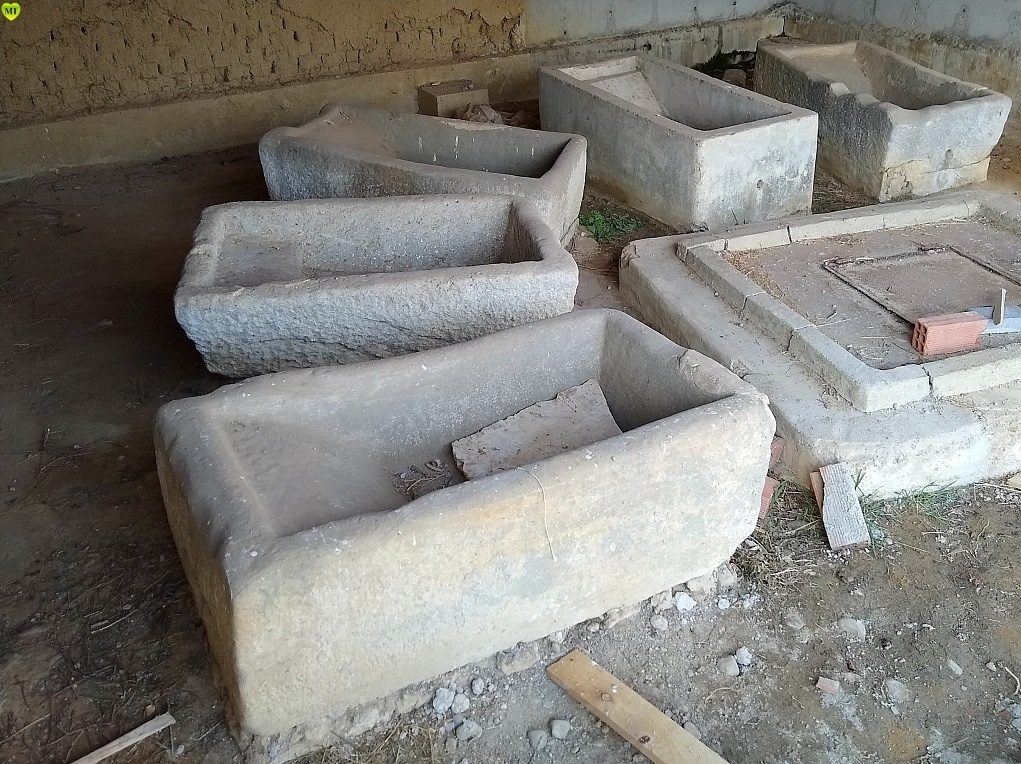
Pilas de lavar romanas
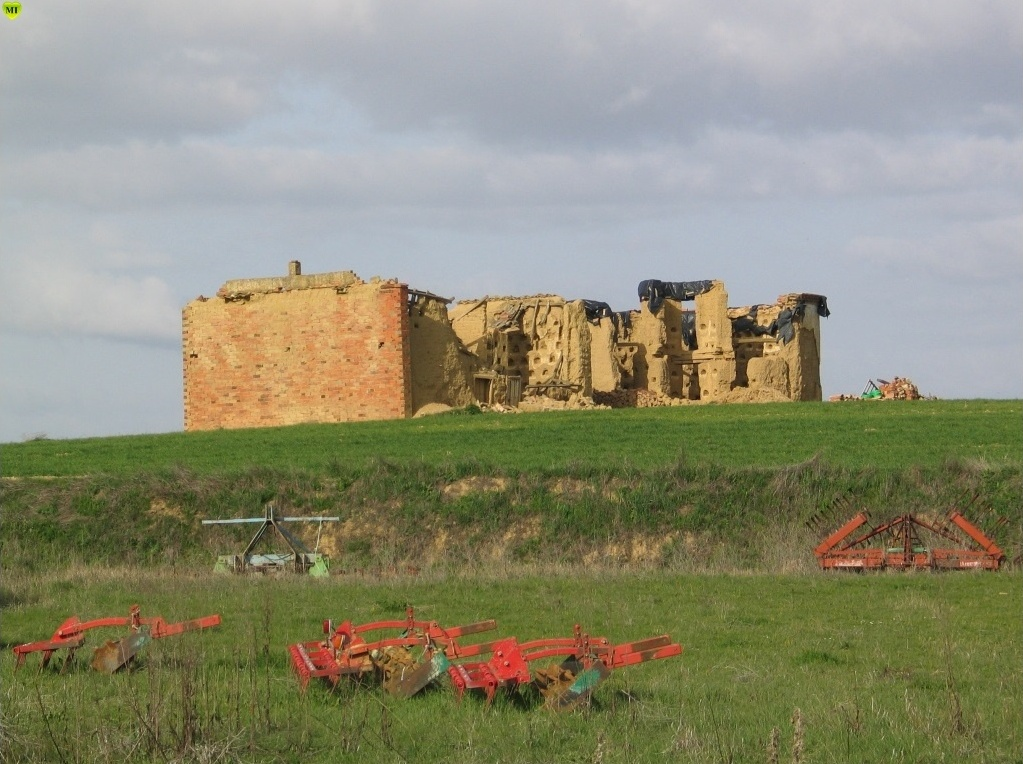
Palomar semiderruido
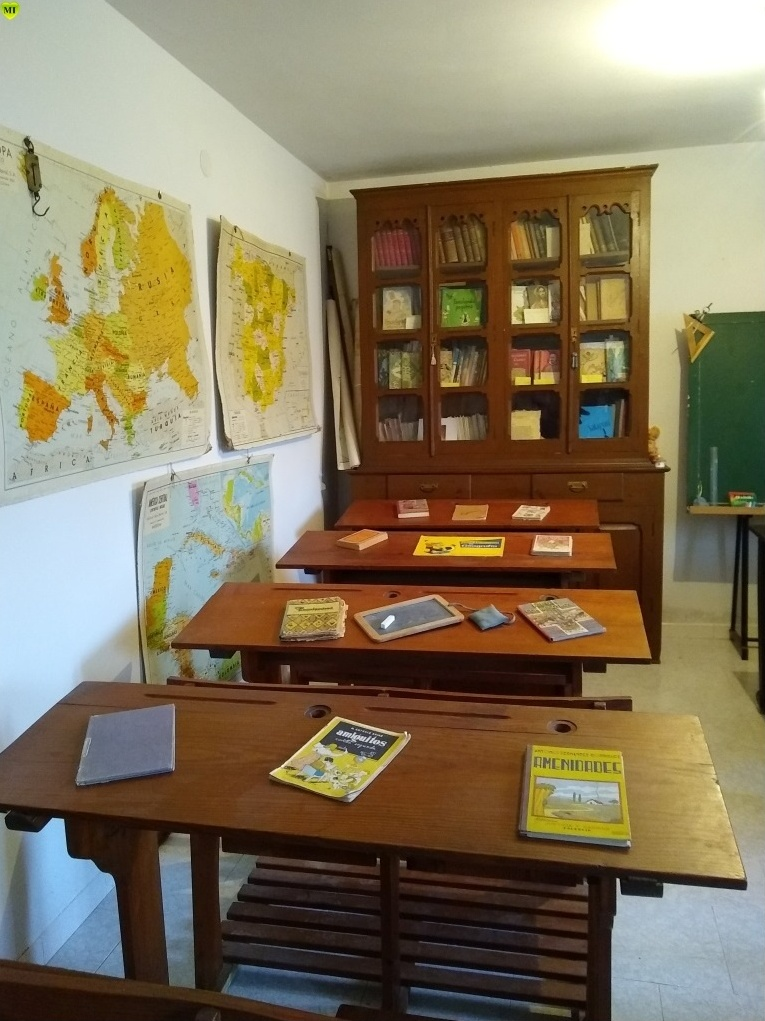
Escuela museo

### Fiestas
- San Facundo y San Primitivo, 27 de noviembre.